# Fury d'Ottawa
Pour l'équipe féminine voir Fury d'Ottawa (féminines).
Maillots
Le Fury Football Club d'Ottawa est un club canadien de soccer professionnel basé à Ottawa, en Ontario. Actif de 2005 à 2019, le Fury évolue d'abord dans le circuit amateur de PDL jusqu'à 2013, puis de 2014 à 2016 en North American Soccer League et enfin en United Soccer League de 2017 à 2019.
La franchise commence ses opérations en ligue professionnelle à la suite de la reconstruction majeure du Stade Frank-Clair au Parc Lansdowne en 2013.

## Histoire

### Club amateur de PDL
Le Fury d'Ottawa intègre la PDL en 2005 et devient la troisième équipe canadienne à concourir dans ce circuit américain, après le Chill de Thunder Bay et les Rangers d'Abbotsford. Il dispute ses matchs dans le Stade Keith Harris de l'Université de Carleton de 2005 à 2007. À partir de 2008, il joue ses matchs au Soccer Complex du Collège Algonquin.

### Création du club professionnel
Le 20 juin 2011, la NASL (2e division nord-américaine) annonce qu'une nouvelle équipe d'expansion basée à Ottawa joindra ses rangs dès que leur stade sera en service en 2014. Le groupe Ottawa Sports and Entertainment (OSEG) est identifié comme propriétaire du club.
Le 26 février 2013, le nom du Fury d'Ottawa FC est officiellement adopté pour concourir dans cette nouvelle ligue.
Le 25 octobre 2016, le Fury d'Ottawa a annoncé qu'il deviendra un membre de la United Soccer League (USL) à partir de la saison 2017.
Le 5 septembre 2018, Mark Gouldie, le directeur-général de la Ottawa Sports and Entertainment Group, précise que le Fury d'Ottawa ne deviendra pas un membre de la Première ligue canadienne pour la saison 2019.
Le 12 décembre 2018, la CONCACAF fait l'annonce qu'elle ne permettra pas que le Fury d'Ottawa reste un membre de la USL pour la saison 2019. Dans un communiqué officiel, la CONCACAF indique que le Fury d'Ottawa a besoin des autorisations exceptionnelles de la CONCACAF et de la FIFA afin de rester un membre de la USL parce que cette dernière est une ligue étrangère, mais le Fury d'Ottawa n'a fait jamais l'application des autorisations exceptionnelles pour la saison 2019.
Le 7 novembre 2019, le président du club John Pugh annonce la suspension des activités du club en raison de l'échec pour trouver un accord avec l'Association canadienne de soccer, la Fédération des États-Unis de soccer et la CONCACAF sur le championnat dans lequel le club doit évoluer. Le 11 décembre 2019, l'administration de la franchise annonce avoir vendu les droits du Fury en USL Championship au Miami FC,.

## Palmarès et records

### Bilan par saison

#### Bilan en amateur (PDL)
| Année | Division    | Saison régulière | Saison régulière | Saison régulière | Saison régulière | Saison régulière | Saison régulière | Saison régulière | Classement | Séries               | Championnat canadien | Affl. moy. saison régulière |
| Année | Division    | M                | V                | N                | D                | BP               | BC               | Pts              | Div.       | Séries               | Championnat canadien | Affl. moy. saison régulière |
| ----- | ----------- | ---------------- | ---------------- | ---------------- | ---------------- | ---------------- | ---------------- | ---------------- | ---------- | -------------------- | -------------------- | --------------------------- |
| 2005  | Northeast   | 16               | 9                | 0                | 7                | 42               | 29               | 27               | 3e         | Non qualifié         | Non inscrit          | 322                         |
| 2006  | New England | 16               | 7                | 3                | 6                | 25               | 24               | 24               | 2e         | Non qualifié         | Non inscrit          | 259                         |
| 2007  | Northeast   | 16               | 3                | 5                | 8                | 17               | 21               | 14               | 7e         | Non qualifié         | Non inscrit          | 260                         |
| 2008  | New England | 16               | 9                | 3                | 4                | 38               | 22               | 30               | 2e         | Non qualifié         | Non inscrit          | 330                         |
| 2009  | Northeast   | 16               | 12               | 4                | 0                | 48               | 8                | 40               | 1er        | Finale de division   | Non inscrit          | 383                         |
| 2010  | Northeast   | 16               | 11               | 3                | 2                | 33               | 10               | 36               | 1er        | Finale de conférence | Non inscrit          | 379                         |
| 2011  | Northeast   | 16               | 4                | 5                | 7                | 22               | 31               | 17               | 4e         | Non qualifié         | Non inscrit          | 220                         |
| 2012  | Northeast   | 16               | 10               | 3                | 3                | 30               | 14               | 33               | 1er        | Finale de conférence | Non inscrit          | 188                         |
| 2013  | Northeast   | 14               | 11               | 2                | 1                | 40               | 7                | 35               | 1er        | Finale de conférence | Non inscrit          | 256                         |

#### Bilan en professionnel (NASL puis USL)
| Année          | Saison régulière | Saison régulière | Saison régulière | Saison régulière | Saison régulière | Saison régulière | Saison régulière | Saison régulière | Saison régulière | Saison régulière | Séries       | Championnat canadien | Affl. moy. saison régulière | Affl. moy. séries éliminat. | Meilleurs buteurs              | Meilleurs buteurs |
| Année          | Ligue            | Place            | M                | V                | N                | D                | BP               | BC               | Pts              | Général          | Séries       | Championnat canadien | Affl. moy. saison régulière | Affl. moy. séries éliminat. | Joueurs                        | Buts              |
| -------------- | ---------------- | ---------------- | ---------------- | ---------------- | ---------------- | ---------------- | ---------------- | ---------------- | ---------------- | ---------------- | ------------ | -------------------- | --------------------------- | --------------------------- | ------------------------------ | ----------------- |
| 2014           | NASL Spring      | 6e               | 9                | 3                | 1                | 5                | 14               | 13               | 10               | 8e               | Non qualifié | Premier tour         | 4 492                       | N/Q                         | Oliver                         | 7                 |
| 2014           | NASL Fall        | 9e               | 18               | 4                | 5                | 9                | 20               | 25               | 17               | 8e               | Non qualifié | Premier tour         | 4 492                       | N/Q                         | Oliver                         | 7                 |
| 2015           | NASL Spring      | 9e               | 10               | 2                | 5                | 3                | 5                | 8                | 11               | 2e               | Finale       | Premier tour         | 5 164                       | 9 346                       | Tom Heinemann                  | 12                |
| 2015           | NASL Fall        | 1er              | 20               | 13               | 6                | 1                | 37               | 15               | 45               | 2e               | Finale       | Premier tour         | 5 164                       | 9 346                       | Tom Heinemann                  | 12                |
| 2016           | NASL Spring      | 9e               | 10               | 2                | 3                | 5                | 9                | 14               | 9                | 10e              | Non qualifié | Demi-finale          | 5 482                       | N/Q                         | Carl Haworth                   | 8                 |
| 2016           | NASL Fall        | 12e              | 22               | 5                | 7                | 10               | 23               | 26               | 22               | 10e              | Non qualifié | Demi-finale          | 5 482                       | N/Q                         | Carl Haworth                   | 8                 |
| Passage en USL |                  |                  |                  |                  |                  |                  |                  |                  |                  |                  |              |                      |                             |                             |                                |                   |
| Année          | Ligue            | Saison régulière | Saison régulière | Saison régulière | Saison régulière | Saison régulière | Saison régulière | Saison régulière | Classement       | Classement       | Séries       | Championnat canadien | Affl. moy. saison régulière | Affl. moy. séries éliminat. | Meilleurs buteurs              | Meilleurs buteurs |
| Année          | Ligue            | M                | V                | N                | D                | BP               | BC               | Pts              | Conf.            | Ligue            | Séries       | Championnat canadien | Affl. moy. saison régulière | Affl. moy. séries éliminat. | Joueurs                        | Buts              |
| 2017           | USL              | 32               | 8                | 10               | 14               | 42               | 41               | 38               | 10e              | 20e              | Non qualifié | Demi-finale          | 5 427                       | N/Q                         | Steevan Dos Santos             | 10                |
| 2018           | USL              | 34               | 13               | 6                | 15               | 31               | 43               | 45               | 10e              | 20e              | Non qualifié | Demi-finale          | 4 752                       | N/Q                         | Steevan Dos Santos Tony Taylor | 5                 |
| 2019           | USLC             | 34               | 14               | 10               | 10               | 50               | 43               | 52               | 8e               | 13e              | Premier tour | Demi-finale          | 4 555                       | 2 427                       | Carl Haworth Wal Fall          | 10                |

## Stade
Le club jouera ses parties à domicile au Stade Frank-Clair, revampé et situé au Parc Lansdowne. L'organisation a trouvé un arrangement avec l'Université Carleton pour présenter ses premiers matchs printanniers au Stade Keith-Harris, sur le campus de l'université, lors de sa saison inaugurale dans la North American Soccer League.

## Personnalités du club

### Entraîneurs
Le tableau suivant présente la liste des entraîneurs du club depuis 2005.
| Rang | Nom            | Période   |
| ---- | -------------- | --------- |
| 1    | Colin McCurdy  | 2005-2006 |
| 2    | Chris Roth     | 2007      |
| 3    | Stephen O'Kane | 2008-2009 |
| 4    | Carl Valentine | 2010      |

| Rang | Nom                 | Période   |
| ---- | ------------------- | --------- |
| 5    | Steve Payne         | 2011      |
| 6    | Klaus Linnenbrügger | 2011      |
| 7    | Stephen O'Kane      | 2012-2013 |
| 8    | Marc Dos Santos     | 2014-2015 |

| Rang | Nom                        | Période   |
| ---- | -------------------------- | --------- |
| 9    | Paul Dalglish              | 2016-2017 |
| 10   | Julian de Guzman (intérim) | 2017      |
| 11   | Nikola Popović             | 2018-2019 |

### Anciens joueurs
- Vini Dantas (2014)
- Philippe Davies (2014-2015)
- Tom Heinemann (2014-2015)
- Omar Jarun (2014)
- Pierre-Rudolph Mayard (2014)
- Maykon (2014)
- Nicki Paterson (2014-2015)
- Richie Ryan (2014-2015)
- Mason Trafford (2014-2015)
- Siniša Ubiparipović (2014-2015)
- Andrew Wiedeman (2015)